# Pinedale
Pinedale – miasto w Stanach Zjednoczonych, w stanie Wyoming, siedziba administracyjna hrabstwa Sublette.